# Дональдсон, Джон Дэвид
Джон Дэвид Дональдсон (англ. John David Donaldson, 5 мая 1943, Шарлотт, Северная Каролина) — американский бейсболист, игрок второй базы. В течение двенадцати лет выступал в Главной лиге бейсбола. Большую часть карьеры провёл в составе «Атлетикс», базировавшихся в Канзас-Сити, а затем переехавших в Окленд. Победитель Мировой серии 1974 года.

## Биография

### Ранние годы
Джон Дэвид Дональдсон родился 5 мая 1943 года. Он был восьмым из десяти детей в семье Уолтера Норриса и Мэри Дональдсон. Его родители, как и большая часть жителей города, работали на хлопкопрядильном производстве. Джон играл в бейсбол со своими братьями на пустыре недалеко от дома. В возрасте девяти лет он начал выступать в детской бейсбольной лиге и впоследствии с благодарностью отзывался о своём первом тренере Фреде Эшфорде. Во время учёбы в старшей школе после уроков Джон подрабатывал на фабрике, а затем стал играть в заводской команде. Он был очень подвижным и обладал хорошей координацией движений, благодаря чему успешно действовал на позиции шортстопа. Позднее, уже играя в младших лигах, Джон сменил амплуа и начал играть на второй базе. 
В 1961 году он закончил старшую школу Гаринджера и, по примеру отца, устроился работать на фабрику. Также он продолжал играть в бейсбол на полупрофессиональном уровне. Его заметил скаут «Миннесоты» Ред Роббинс, а генеральный менеджер дочерней команды «Твинс» Фил Хаузер пригласил Дональдсона на предсезонный сбор. Весной 1963 года Джон присоединился к тренировочному лагерю команды AA-лиги «Шарлотт Хорнетс» в Фернандина-Бич. После его завершения он подписал контракт с клубом, получив в качестве бонуса 7 500 долларов.  

### Младшая лига
В системе «Миннесоты» Дональдсон провёл всего один сезон. После подписания контракта его отправили в команду лиги A «Орландо Твинс». В чемпионате Джон сыграл в 121-м матче из 123-х, отбивая с неплохим показателем 25,1 %. «Твинс» не внесли его в список защищённых игроков перед драфтом и 2 декабря он был выбран «Канзас-Сити Атлетикс», которые сразу же включили Дональдсона в расширенный состав клуба. Путь из полупрофессиональной команды до Главной лиги бейсбола занял у Джона менее года. 
Во время предсезонных сборов в 1964 году Джон не смог конкурировать за место в составе с основным шортстопом «Атлетикс» Уэйном Кози и был отправлен в фарм-клуб «Льюистон Бронкс». За команду он провёл 140 игр в чемпионате, выбил 10 хоум-ранов и сделав 80 RBI. Благодаря своим выступлениям Джон также был выбран в команду всех звёзд.
1965 и 1966 год Дональдсон также провёл в младшей лиге. Его новым клубом стал «Ванкувер Маунтис», выступавший в Лиге Тихоокеанского побережья. Главным тренером команды тогда был Микки Вернон, в прошлом семикратный участник Матча всех звёзд и победитель Мировой серии 1960 года. Под руководством Вернона Джон смог существенно улучшить свою игру на бите. В первом сезоне за «Ванкувер» он отбивал с показателем 23,1 %, а во втором уже 29,8 %. На позиции шортстопа в основном составе «Атлетикс» тогда начал играть Берт Кампанерис, в будущем трёхкратный победитель Мировой серии и звезда МЛБ. Чтобы иметь больше шансов попасть в состав Дональдсон сменил амплуа и перешёл на вторую базу. 

### Главная лига бейсбола
В августе 1966 года его перевели в основной состав «Канзас-Сити». 26 августа Джон дебютировал в МЛБ, выйдя лид-офф-хиттером на игру против «Калифорнии Энджелс». В своей первой игре он не смог отличиться в атаке, но сделал два пут-аута и четыре передачи. До конца сезона Дональдсон провёл за клуб 15 игр, сделав в них всего 4 хита, и проиграл борьбу за место в основном составе Дику Грину. Осенью, вместе с другими перспективными игроками системы «Атлетикс», Дональдсона отправили в Учебную лигу в Аризону. В первых шести играх Джон сделал 20 хитов, после чего спортивный журналист Фрэнк Джанелли назвал его «феноменом».
Сезон 1967 года Дональдсон вновь начал в составе «Ванкувера». В мае он на протяжении восемнадцати игр подряд делал хотя бы один хит и по итогам месяца был признан лучшим игроком лиги. 8 июня «Атлетикс» снова перевели Джона в основную команду. Грин в тот момент был травмирован и главный тренер команды Элвин Дарк дал Дональдсону шанс проявить себя. Он воспользовался возможностью и до конца регулярного чемпионата провёл за «Канзас-Сити» 105 игр и стал лучшим отбивающим клуба с показателем 27,6 %. «Атлетикс» заняли последнее место в чемпионате и после его окончания команда переехала в Окленд. 
18 апреля 1968 года удар Джона принёс его команде первую победу в Окленде. Несмотря на удачное начало сезона, в конце июля Дональдсон потерял место в основном составе. Главной причиной спада в его игре стали последствия перенесённой в межсезонье операции на желудке — Джон страдал от рефлюкса. В последние два месяца регулярного чемпионата он выходил на поле только на замену бьющим. 
В первые два месяца чемпионата 1969 года Джон сыграл всего в одной игре, а 14 июня клуб обменял его в «Сиэтл Пайлотс» на кэтчера Ларри Хейни. За «Пайлотс» в чемпионате он сыграл 95 матчей, в августе установив личный рекорд по количеству игр подряд с хитам в МЛБ. Весной 1970 года во время весенних сборов Дональдсона отправили в фарм-клуб «Портленд Биверс», а через месяц обменяли обратно в «Окленд» на игрока инфилда Роберто Пенью. 19 мая он вышел за «Атлетикс» на игру против бывшей команды, которая к тому моменту переехала и стала называться «Милуоки Брюэрс».

### Спад
Весной 1971 года Джон был отправлен в клуб Американской ассоциации «Айова Оукс». За клуб он провёл 27 матчей, в которых отбивал с лучшим для себя карьерным показателем 30,8 %. 22 мая Дональдсона обменяли в «Детройт Тайгерс» на питчера Дэрила Паттерсона. Остаток сезона он провёл в AAA-лиге в составе «Толидо Мад Хенс». В межсезонье Джона обменяли в «Балтимор Ориолс», а оттуда права на него перешли к «Гавайи Айлендерс». В составе последних Дональдсон провёл сезон 1972 года и начало следующего чемпионата. Последней командой в трёхлетнем периоде выступлений в низших лигах стали «Уилсон Пеннантс», выступавшие в Лиге Каролины. 

### Возвращение и завершение карьеры
Весной 1974 года Джона отчислили из «Айлендерс» во время предсезонных сборов клуба. Он задумывался о завершении игровой карьеры, но владелец «Атлетикс» Чарли Финли предложил ему поиграть за фарм-клуб «Окленда» «Тусон Торос». Спустя несколько недель после начала сезона Дональдсона перевели в основной состав «Атлетикс». 8 мая он получил серьёзную травму в столкновении с партнёром по команде Билли Нортом. 
После реабилитации Джон снова вернулся в «Торос», но в конце сезона, когда команды получили право расширить заявки до сорока игроков, его снова вернули в состав «Окленда». Последнюю игру за клуб он провёл в день завершения регулярного чемпионата, выйдя на замену. Джон не выходил на поле в играх плей-офф, но он включён в число победителей Мировой серии. В межсезонье он покинул команду и завершил карьеру, отклонив предложение контракта младшей лиги от «Сент-Луис Кардиналс».
После завершения карьеры игрока Джон вернулся в Шарлотт. Он работал в компании, занимающейся грузоперевозками, а также имел собственный бизнес, связанный с малярными работами. В 2014 году он вышел на пенсию.  